# Sainte-Honorine-la-Chardonne
Pour les articles homonymes, voir Sainte-Honorine.
Sainte-Honorine-la-Chardonne est une commune française, située dans le département de l'Orne en région Normandie, peuplée de 681 habitants.

## Géographie

### Localisation
La commune est aux confins du Bocage flérien. Son bourg est à 1,9 km au nord-est d'Athis-de-l'Orne, à 7,5 km au sud-est de Condé-sur-Noireau, à 9,5 km au sud-ouest de Pont-d'Ouilly et à 11 km au nord-est de Flers.
| Saint-Denis-de-Méré (14)                           | Berjou                                             | Cahan                                          |
| Saint-Pierre-du-Regard                             | Sainte-Honorine-la-Chardonne                       | La Lande-Saint-Siméon                          |
| Athis-Val de Rouvre (comm. dél. d'Athis-de-l'Orne) | Athis-Val de Rouvre (comm. dél. d'Athis-de-l'Orne) | Athis-Val de Rouvre (comm. dél. de Taillebois) |

### Hydrographie
La commune est située dans le bassin Seine-Normandie. Elle est drainée par la Vere, le Lembron, la Courteille, le Casse-Cou, le cours d'eau 06 des Vallées, le fossé 01 de la Butte à Pou, le fossé 01 de la Harcellière, le fossé 01 de la Soubinière, le fossé 01 de Larmagerie, le fossé 01 du Haut Rocher, le fossé 02 des Bouillons, le fossé 06 de la Poterie et un autre petit cours d'eau,.
La Vère, d'une longueur de 25 km, prend sa source dans la commune de Landigou et se jette  dans le Noireau à Saint-Pierre-du-Regard, après avoir traversé douze communes. Les caractéristiques hydrologiques de la Vère sont données par la station hydrologique située sur la commune de Saint-Pierre-du-Regard. Le débit moyen mensuel est de 1,54 m3/s. Le débit moyen journalier maximum est de 25,5 m3/s, atteint lors de la crue du 5 janvier 2001. Le débit instantané maximal est quant à lui de 30,3 m3/s, atteint le même jour.

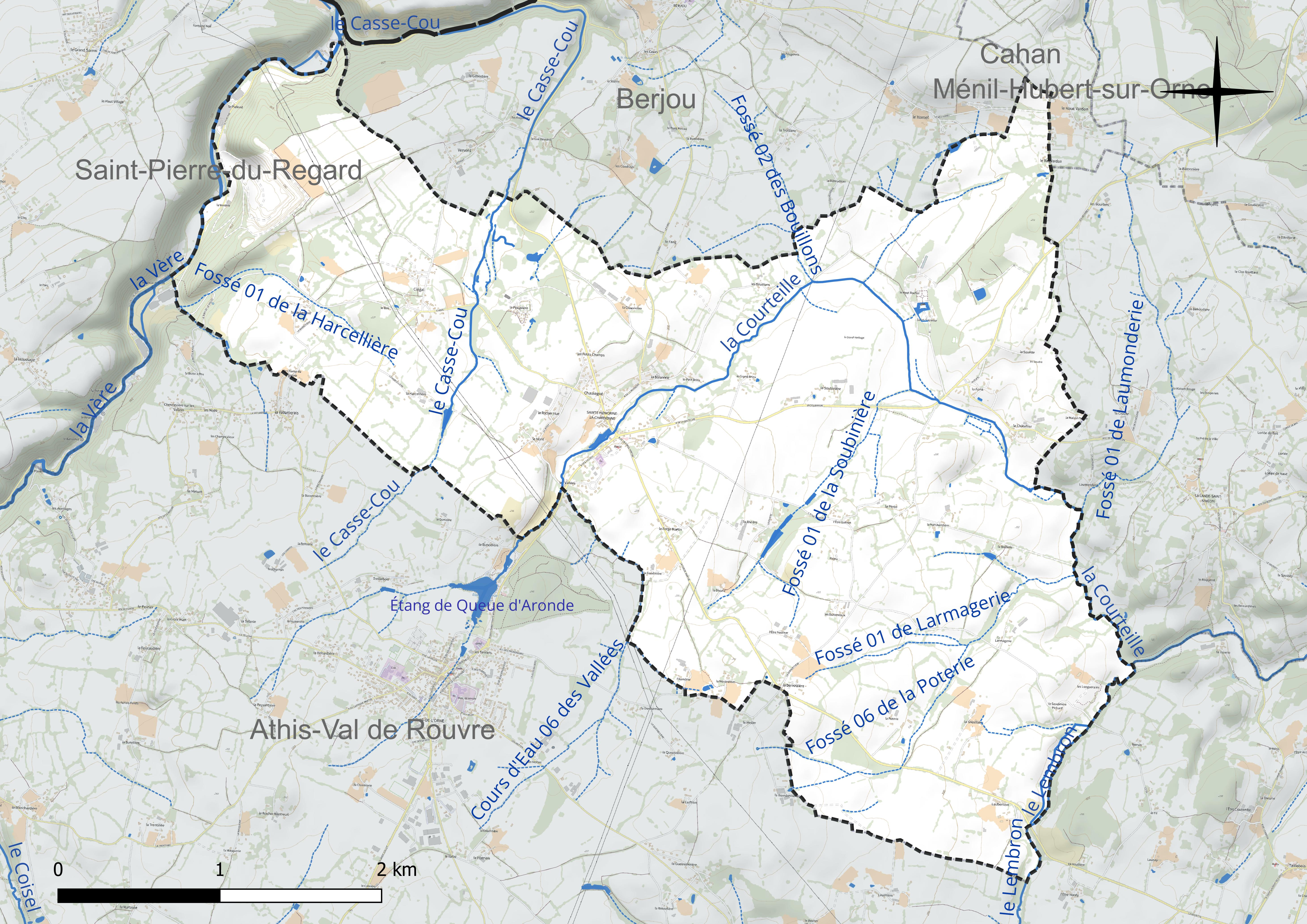
Réseau hydrographique de Sainte-Honorine-la-Chardonne.

Le Lembron, d'une longueur de 14 km, prend sa source dans la commune de Flers et se jette  dans la Rouvre à Athis-Val de Rouvre, après avoir traversé quatre communes. 

### Climat
Pour des articles plus généraux, voir Climat de la Normandie et Climat de l'Orne.
En 2010, le climat de la commune est de type climat océanique franc, selon une étude du CNRS s'appuyant sur une série de données couvrant la période 1971-2000. En 2020, Météo-France publie une typologie des climats de la France métropolitaine dans laquelle la commune est exposée à un climat océanique et est dans la région climatique Normandie (Cotentin, Orne), caractérisée par une pluviométrie relativement élevée (850 mm/a) et un été frais (15,5 °C) et venté. Parallèlement le GIEC normand, un groupe régional d’experts sur le climat, différencie quant à lui, dans une étude de 2020, trois grands types de climats pour la région Normandie, nuancés à une échelle plus fine par les facteurs géographiques locaux. La commune est, selon ce zonage, exposée à un « climat contrasté des collines », correspondant au Bocage normand, bien arrosé, voire très arrosé sur les reliefs les plus exposés au flux d’ouest, et frais en raison de l’altitude.
Pour la période 1971-2000, la température annuelle moyenne est de 10,2 °C, avec une amplitude thermique annuelle de 13 °C. Le cumul annuel moyen de précipitations est de 913 mm, avec 13,6 jours de précipitations en janvier et 8,3 jours en juillet. Pour la période 1991-2020, la température moyenne annuelle observée sur la station météorologique la plus proche, située sur la commune d'Athis-Val de Rouvre à 2 km à vol d'oiseau, est de 10,6 °C et le cumul annuel moyen de précipitations est de 944,7 mm,. Pour l'avenir, les paramètres climatiques de la commune estimés pour 2050 selon différents scénarios d’émission de gaz à effet de serre sont consultables sur un site dédié publié par Météo-France en novembre 2022.

## Urbanisme

### Typologie
Au 1er janvier 2024, Sainte-Honorine-la-Chardonne est catégorisée commune rurale à habitat dispersé, selon la nouvelle grille communale de densité à sept niveaux définie par l'Insee en 2022.
Elle est située hors unité urbaine. Par ailleurs la commune fait partie de l'aire d'attraction de Flers, dont elle est une commune de la couronne,. Cette aire, qui regroupe 38 communes, est catégorisée dans les aires de 50 000 à moins de 200 000 habitants,.

### Occupation des sols
L'occupation des sols de la commune, telle qu'elle ressort de la base de données européenne d’occupation biophysique des sols Corine Land Cover (CLC), est marquée par l'importance des territoires agricoles (90,2 % en 2018), une proportion sensiblement équivalente à celle de 1990 (90,8 %). La répartition détaillée en 2018 est la suivante : 
prairies (54,3 %), terres arables (24,1 %), zones agricoles hétérogènes (11,8 %), forêts (5,5 %), zones urbanisées (2,4 %), mines, décharges et chantiers (1,9 %). L'évolution de l’occupation des sols de la commune et de ses infrastructures peut être observée sur les différentes représentations cartographiques du territoire : la carte de Cassini (XVIIIe siècle), la carte d'état-major (1820-1866) et les cartes ou photos aériennes de l'IGN pour la période actuelle (1950 à aujourd'hui).

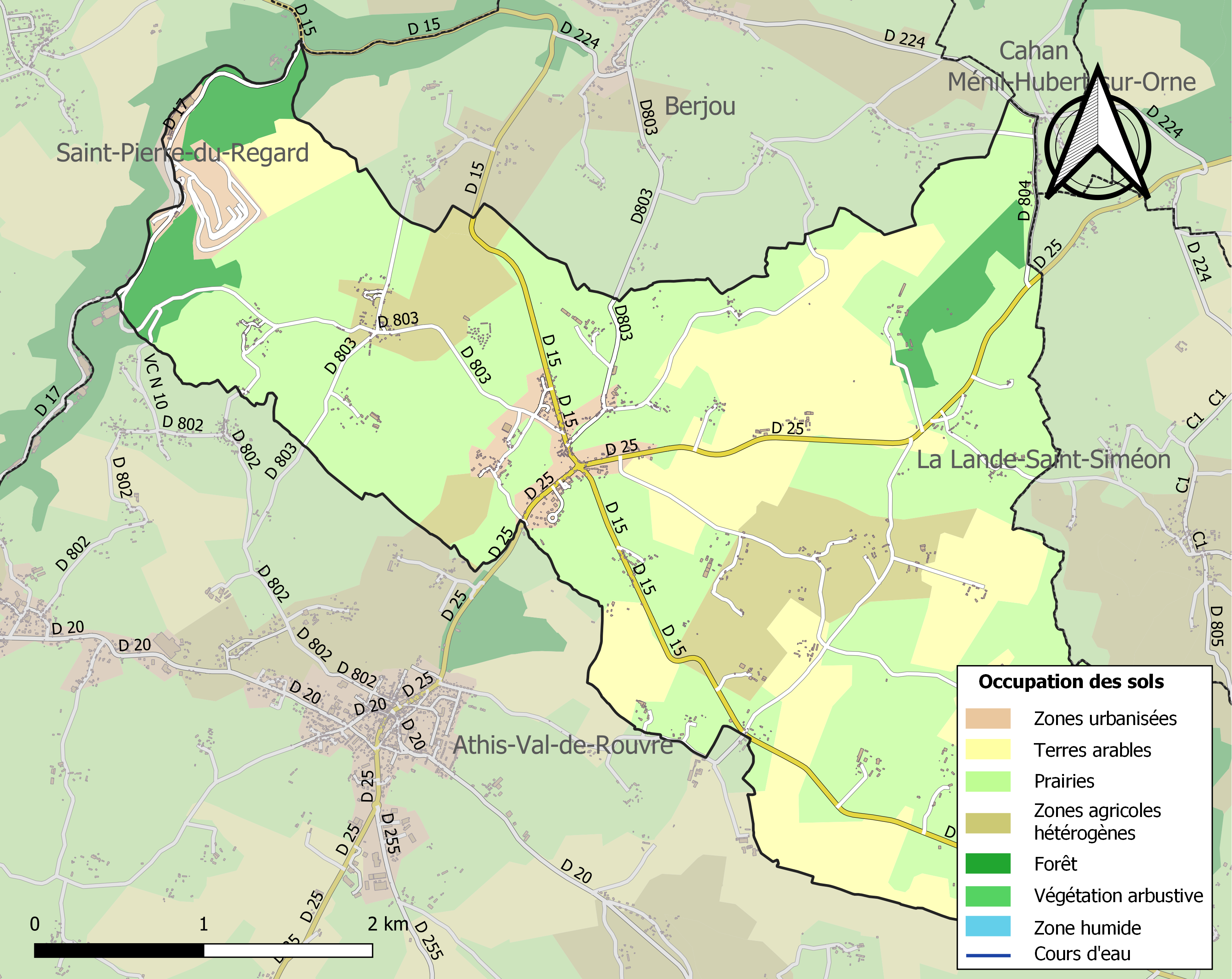
Carte des infrastructures et de l'occupation des sols de la commune en 2018 (CLC).

## Toponymie
Le nom de la localité est attesté sous la forme Sancta Honorina en 1289.
La paroisse est dédiée à Honorine de Graville, vierge et martyre du IVe siècle de la région aujourd'hui normande. Seules cinq communes françaises, toutes en Normandie, ont leurs noms commençant par Sainte-Honorine.

Chardonne serait issu du patronyme Chardon.
Le gentilé est Chardonnais.

## Politique et administration
| Période                                  | Période   | Identité         | Étiquette | Qualité               |
| ---------------------------------------- | --------- | ---------------- | --------- | --------------------- |
| 1961                                     | mars 2001 | Maxime Rivrain   |           | Agriculteur           |
| mars 2001                                | En cours  | Françoise Pateux | SE        | Adjoint administratif |
| Les données manquantes sont à compléter. |           |                  |           |                       |

Le conseil municipal est composé de quinze membres dont le maire et trois adjoints.

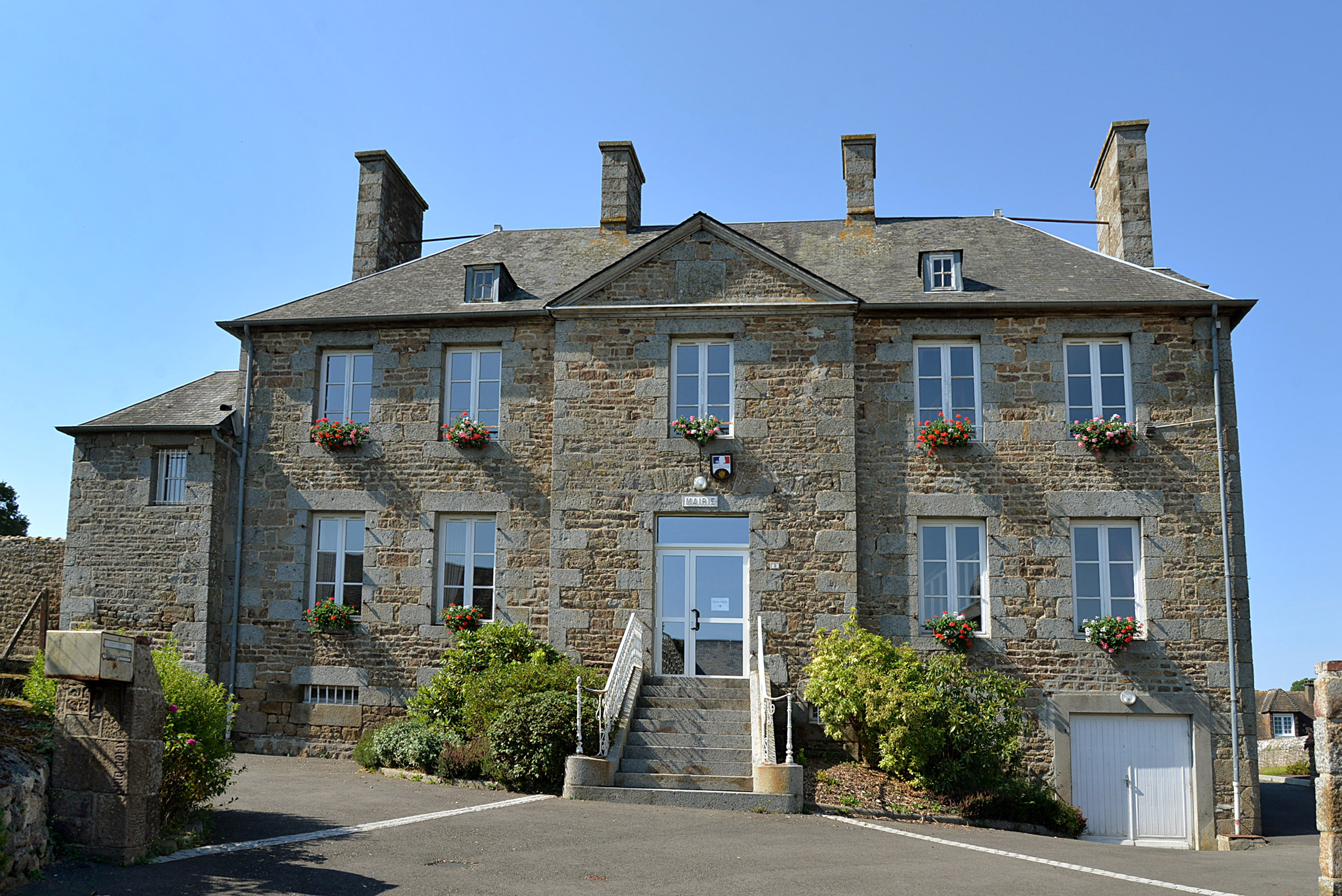
La mairie.

## Population et société

### Démographie
L'évolution du nombre d'habitants est connue à travers les recensements de la population effectués dans la commune depuis 1793. Pour les communes de moins de 10 000 habitants, une enquête de recensement portant sur toute la population est réalisée tous les cinq ans, les populations de référence des années intermédiaires étant quant à elles estimées par interpolation ou extrapolation. Pour la commune, le premier recensement exhaustif entrant dans le cadre du nouveau dispositif a été réalisé en 2004.
En 2022, la commune comptait 681 habitants, en évolution de −7,85 % par rapport à 2016 (Orne : −3,21 %, France hors Mayotte : +2,11 %).
Sainte-Honorine-la-Chardonne a compté jusqu'à 1 667 habitants en 1861.
| 1793  | 1800 | 1806  | 1821  | 1831  | 1836  | 1841  | 1846  | 1851  |
| ----- | ---- | ----- | ----- | ----- | ----- | ----- | ----- | ----- |
| 1 318 | 889  | 1 542 | 1 509 | 1 508 | 1 502 | 1 541 | 1 514 | 1 660 |

| 1856  | 1861  | 1866  | 1872  | 1876  | 1881  | 1886  | 1891  | 1896  |
| ----- | ----- | ----- | ----- | ----- | ----- | ----- | ----- | ----- |
| 1 644 | 1 667 | 1 559 | 1 518 | 1 512 | 1 396 | 1 340 | 1 244 | 1 191 |

| 1901  | 1906  | 1911 | 1921 | 1926 | 1931 | 1936 | 1946 | 1954 |
| ----- | ----- | ---- | ---- | ---- | ---- | ---- | ---- | ---- |
| 1 084 | 1 033 | 886  | 698  | 692  | 672  | 678  | 661  | 667  |

| 1962 | 1968 | 1975 | 1982 | 1990 | 1999 | 2004 | 2006 | 2009 |
| ---- | ---- | ---- | ---- | ---- | ---- | ---- | ---- | ---- |
| 716  | 684  | 645  | 647  | 639  | 627  | 669  | 681  | 711  |

| 2014 | 2019 | 2022 | - | - | - | - | - | - |
| ---- | ---- | ---- | - | - | - | - | - | - |
| 731  | 698  | 681  | - | - | - | - | - | - |

## Culture locale et patrimoine

### Lieux et monuments
- Château de Saint-Sauveur du XVIIe siècle, classé aux Monuments historiques[39]. Chapelle.
- Château et chapelle de la Poupelière.
- Église Sainte-Honorine au clocher caractéristique à toiture circulaire munie d'un clocheton.
- Manoir de la Boisnerie (XVe-XVIe siècles) et son jardin classé Jardin remarquable[40].

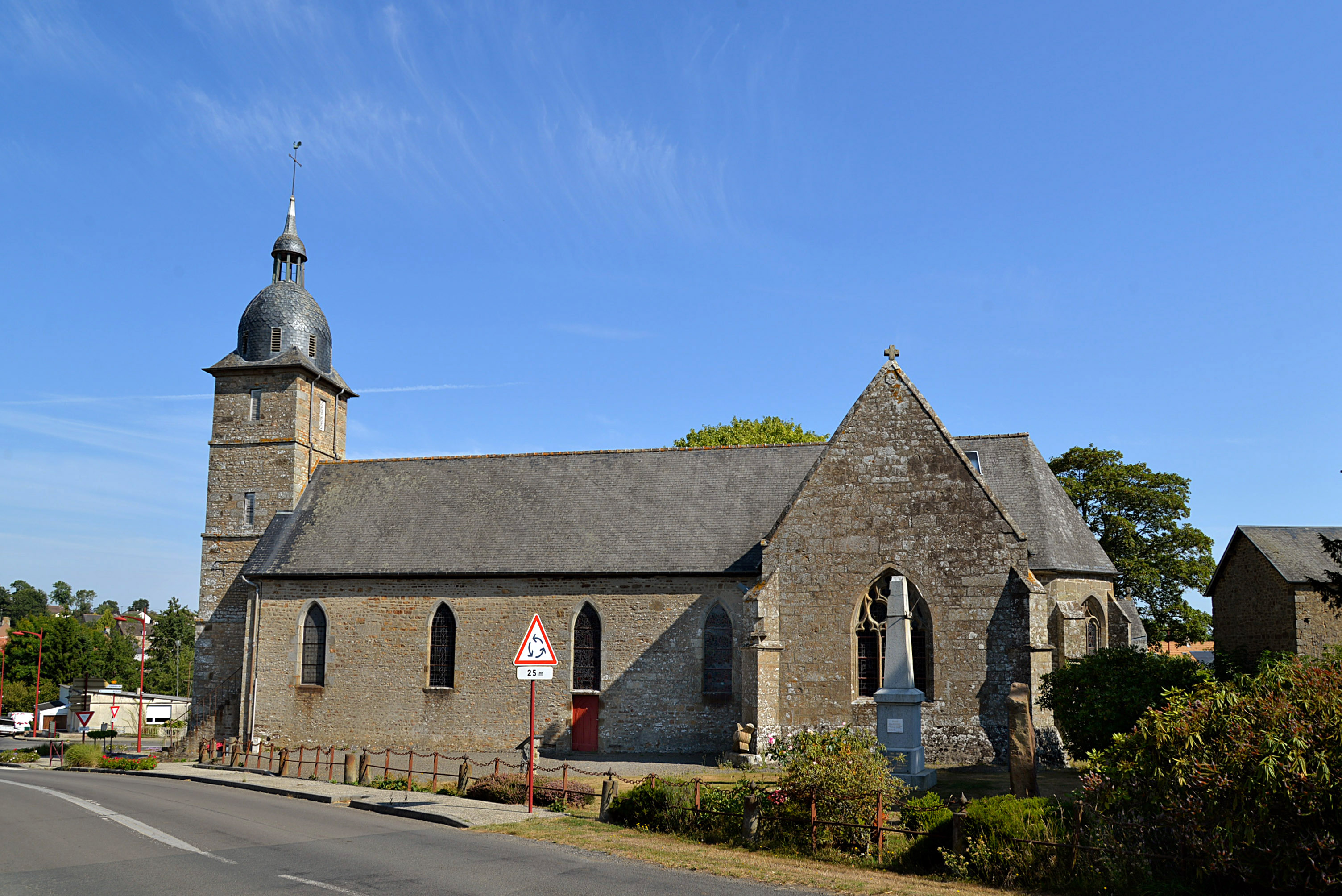
L’église Sainte-Honorine.
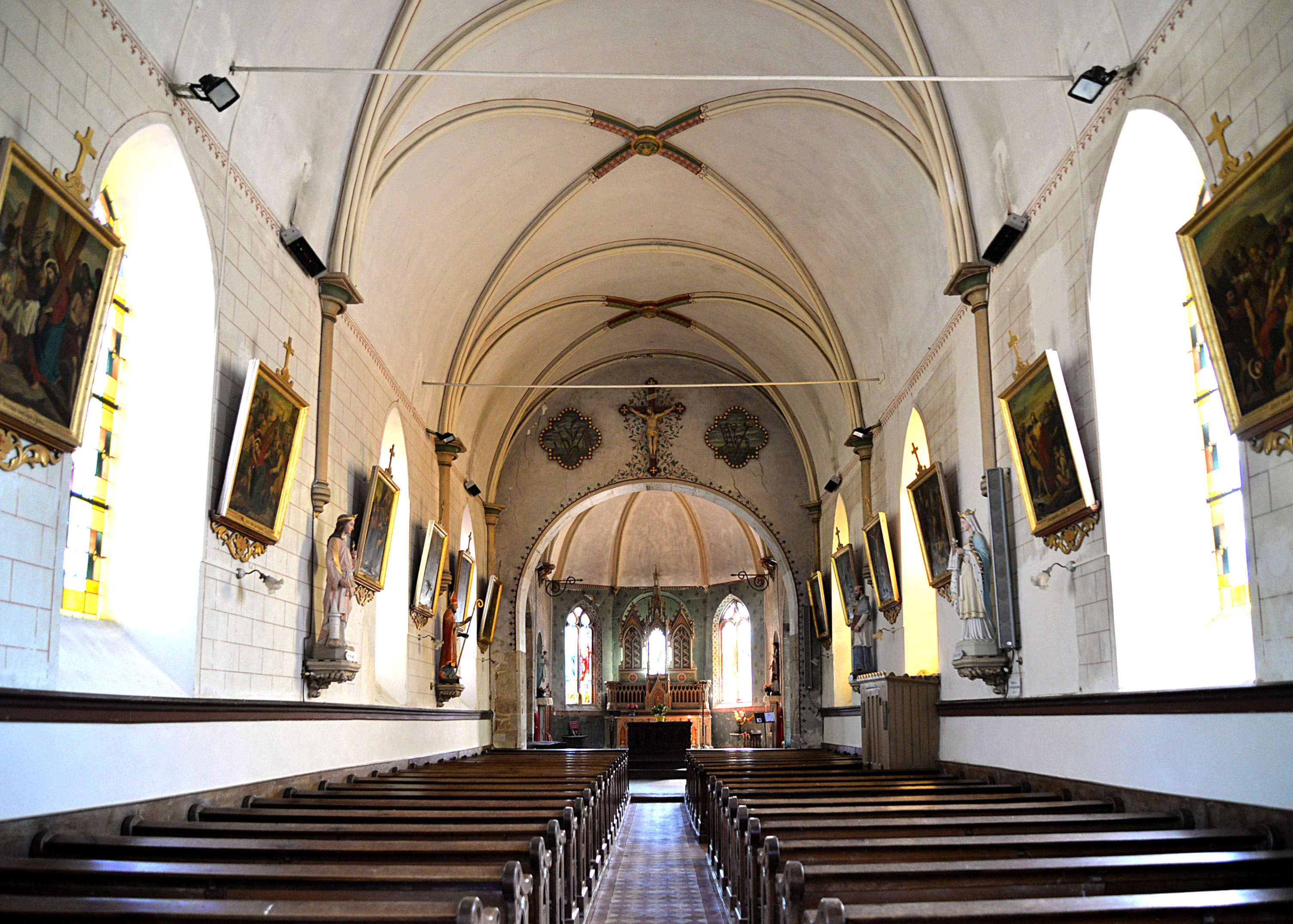
La nef de l’église Sainte-Honorine.
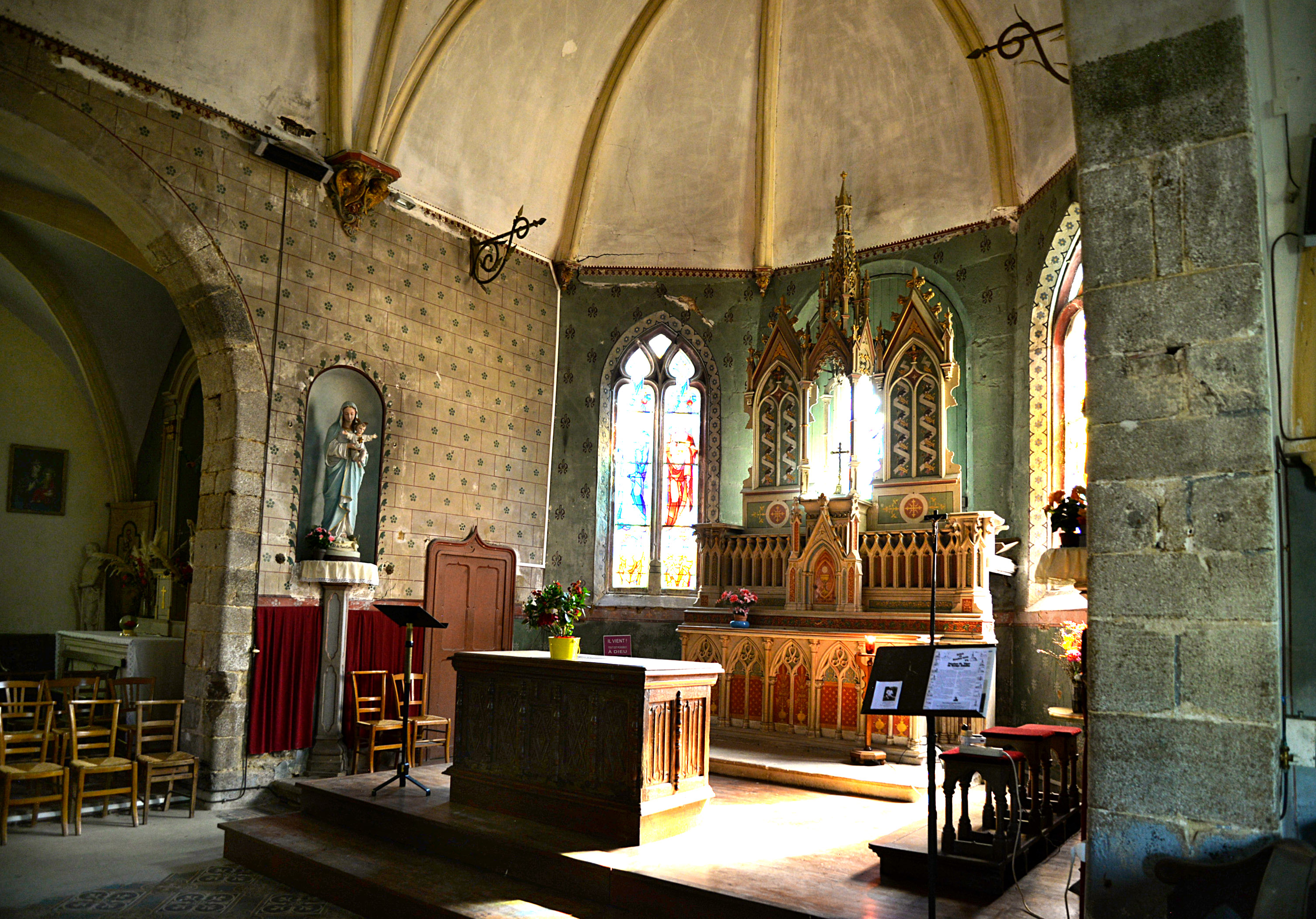
Le chœur de l’église Sainte-Honorine.
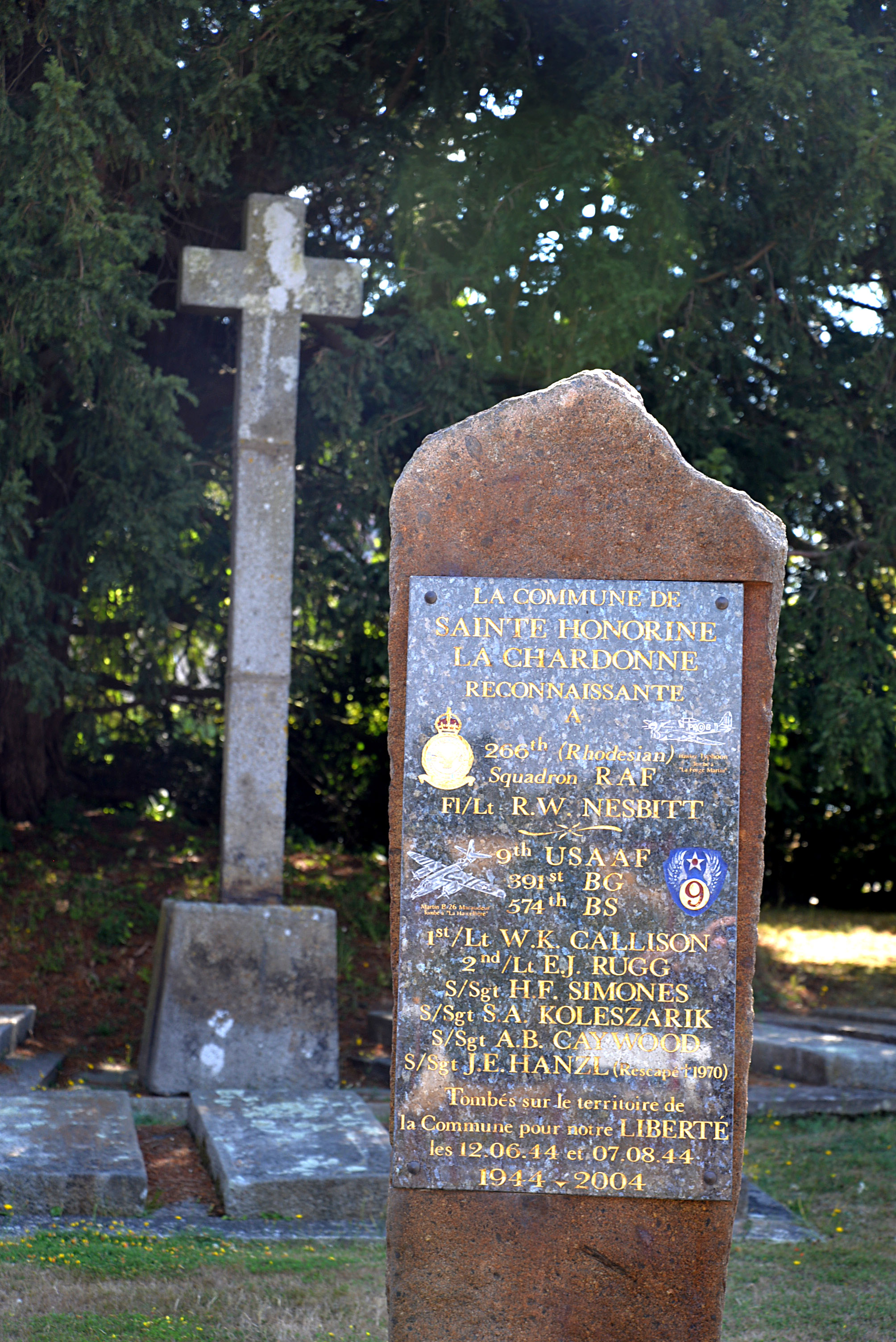
Plaque commémorative.
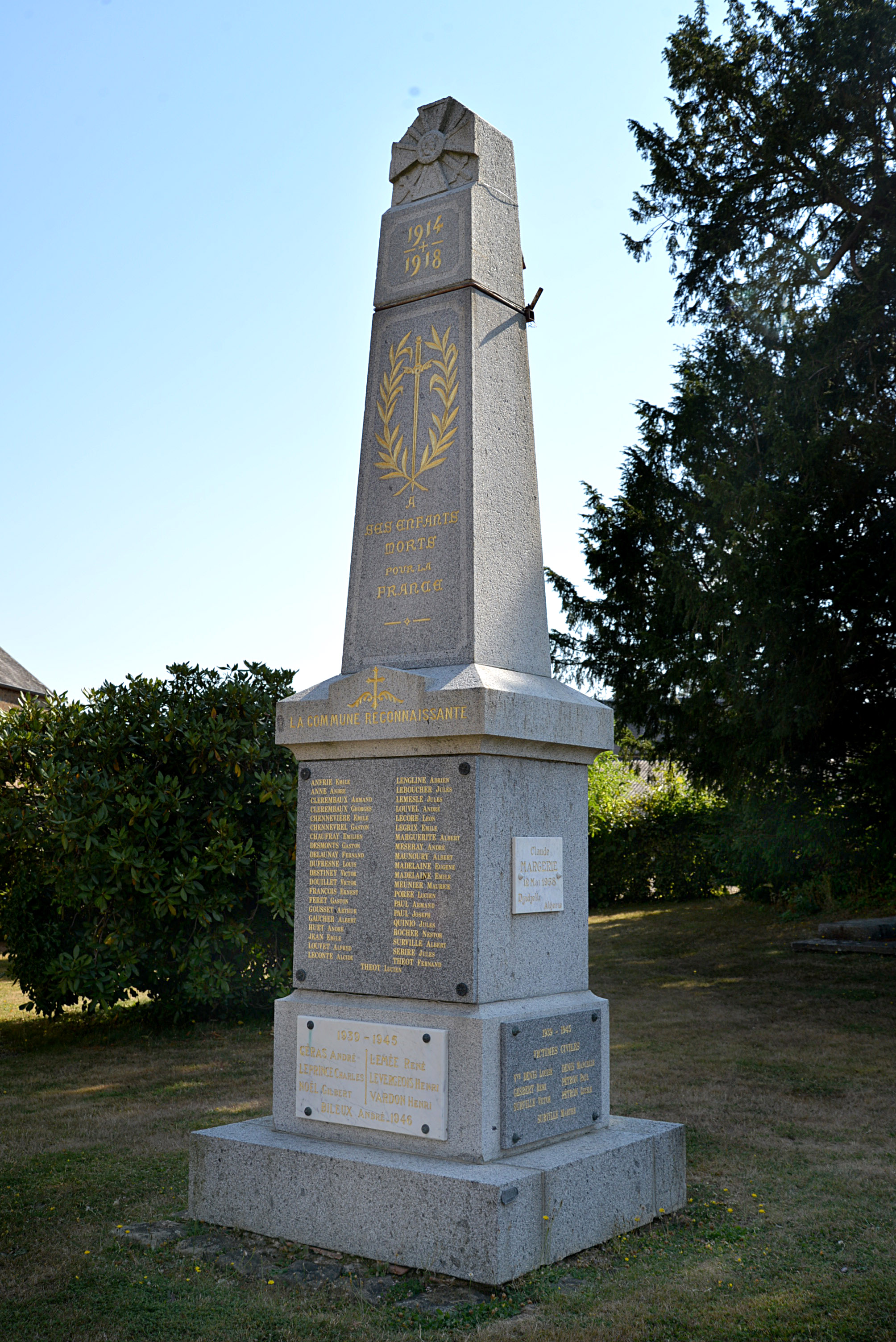
Le monument aux morts.

### Personnalités liées à la commune
- Guy Le Fèvre de La Boderie (1541 au domaine de La Boderie à Sainte-Honorine-la-Chardonne - 1598 au même endroit), poète et savant de la Renaissance.
- Constantin-Guy Le Gonidec de Penlan, né en 1764, homme politique, maire de Sainte-Honorine.
- Alfred Sébire C.S.Sp. (1863-1936), missionnaire et explorateur au Congo.
- Guillaume Martin, coureur cycliste-philosophe, est originaire de Sainte-Honorine-la-Chardonne[41].